# Jean-François Sénéchal
Jean-François Sénéchal, né le 8 avril 1976 à Montréal, est un écrivain québécois.

## Biographie
Jean-François Sénéchal grandit à Saint-Lambert, une ville de la Rive-Sud de Montréal, au Québec, où il vit toujours.
Il détient un baccalauréat (1999) et une maîtrise en anthropologie (2001) de l'Université de Montréal. En 2006, son mémoire de maîtrise, Le mythe révolutionnaire duvaliériste, est publié aux éditions CIDIHCA. Après ses études, et jusqu'à ce jour, il travaille dans les domaines des communications et du livre en tant que rédacteur, scénariste et romancier.
En 2010, paraît son premier roman, La mémoire des Ombres, dans la nouvelle collection jeunesse de Leméac éditeur, dirigée par Maxime Mongeon. Suivent les romans Le cri de Léa, en 2012, et Feu, en 2014.
Publié en 2016, son roman Le boulevard se mérite le prix Adolecteurs et le prix Bernadette-Renaud. Le livre est inscrit sur la liste d'honneur 2018 de l'International Board of Books for Young People (IBBY) et remporte, dans sa traduction italienne, le prix Libro LaAV. Le roman gagne le Combat des livres jeunesse de Radio-Canada à l'été 2025. En outre, Jean-François Sénéchal cosigne avec le metteur en scène Frédéric Bélanger l'adaptation théâtrale du roman, présentée au Théâtre du rideau vert à l'automne 2024,,.
En 2017, Jean-François Sénéchal reçoit le prix Joseph-S.-Stauffer, remis par le Conseil des Arts du Canada. Cette récompense vise à «encourager de jeunes du Canada au talent exceptionnellement prometteur».
En 2018, paraît Au carrefour, deuxième tome de la série entamée avec Le boulevard, qui remporte le prix des libraires du Québec, catégorie 12-17 ans.
Le troisième tome de la trilogie, Les avenues, est publié en 2020. Il se mérite le prix littéraire du Gouverneur général, volet texte jeunesse, et le prix Bernadette-Renaud.
Chris, publié en 2022, regroupe les trois tomes de la trilogie. Cet intégral fait partie de la sélection 2025 des Outstanding Books for Young People with Disabilities de l'International Board of Books for Young People (IBBY).
Le roman Trois fois ma vie paraît en 2024.
Parallèlement à son travail de romancier, Jean-François Sénéchal signe plusieurs albums jeunesse illustrés, dont trois en collaboration avec la photographe Julie Durocher et le directeur artistique Alexandre Lanthier aux éditions Jules la mouche: L'enquête secrète de la ruelle, en 2025, qui remporte le prix Philippe-Béha; L'enquête secrète du trésor perdu, en 2017; L'enquête secrète du fantôme de l'école, en 2018.
Je voudrais te dire, illustré par Chiaki Okada, paraît en 2023, chez Comme des géants. Pour sa part, Colette n'a besoin de personne, illustré par Pascale Bonenfant, est publié en 2024, à la même maison d'édition.
Ses livres ont été traduits dans une douzaine de langues, dont l'anglais, l'italien, le coréen, l'allemand, le chinois, le grec et l'albanais.
Depuis 2016, il a rencontré plusieurs milliers d'élèves du primaire et du secondaire dans le cadre d'activités de médiation culturelle, tant au Québec qu'en Italie, où il a effectué plusieurs tournées,.
On a dit de Jean-François Sénéchal qu'il «façonne une littérature à caractère social où se trame le surgissement de l'espoir, envers et contre tout».

## Oeuvres

### Romans jeunesse
- La mémoire des Ombres, Montréal, Leméac, 2010, 264p. (ISBN 9782760942158)
- Le cri de Léa, Montréal, Leméac, 2012, 168p.  (ISBN 9782760942158)
- Feu, Montréal, Montréal, Leméac, 2014, 240p.  (ISBN 9782760942189)
- Le boulevard, Montréal, Leméac, 2016, 304p.  (ISBN 9782760942240)
- Au carrefour, Montréal, Leméac, 2018, 320p.  (ISBN 9782760942332)
- Les avenues, Montréal, Leméac, 2020, 312p.  (ISBN 9782760942486)
- Chris, Montréal, Leméac, 2023, 636p.  (ISBN 9782760942639)
- Trois fois ma vie, Montréal, Leméac, 2024, 248p. (ISBN 9782760942691 )

### Albums illustrés
- L'enquête secrète de la ruelle, illustré par Julie Durocher, Montréal, Jules la mouche, 2015, 64p (ISBN 9782981546401)
- L'enquête secrète du trésor perdu, illustré par Julie Durocher, Montréal, Jules la mouche, 2017, 64p (ISBN 9782981546418)
- L'enquête secrète du fantôme de l'école, illustré par Julie Durocher, Montréal, Jules la mouche, 2018, 64p (ISBN 9782981546425)
- Je voudrais te dire, Illustré par Chiaki Okada, Varennes, Comme des géants, 2023, 42p (ISBN 9782924332825)
- Colette n'a besoin de personne, illustré par Pascale Bonenfant, Varennes, Comme des géants, 2024, 44p (ISBN 9782925154273)

### Autres publications
- « Du mythe à la violence duvaliériste », article, Montréal, Chemins critiques, 2004, vol. 5, no. 2 (ISSN 0843-6576)
- Le mythe révolutionnaire duvaliériste, essai, Montréal, CIDIHCA, 2006, 130p (ISBN 9782894541975)
- « Le jour où je t'ai demandé d'écrire pour toi », récit, Rencontres, dir. Elaine Turgeon, Montréal, Druide, 2024  (ISBN 9782897116583)

- « Lettre à ma fille », nouvelle, Quinze, Montréal, Leméac, 2025 (ISBN 9782760942721)

## Prix et distinctions
- 2025 : Lauréat des Outstanding Books for Young People with Disabilities de l'International Board of Books for Young People (IBBY) pour Chris (Leméac)
- 2024 : Finaliste au prix Andersen (Italie) pour Vorrei dirti (Je voudrais te dire) (EDT/Giralangolo)
- 2024 : Finaliste aux prix IBBY Grèce pour Η λεωφόρος (Le boulevard) (Kastaniotis)
- 2024 : Liste préliminaire du prix jeunesse des libraires du Québec, catégorie 0-5 ans, pour Je voudrais te dire (Comme des géants)
- 2024 : Finaliste au prix Intercollégial de littérature jeunesse pour Je voudrais te dire (Comme des géants)
- 2022 : Lauréat du prix Bernadette-Renaud pour Les avenues (Leméac)
- 2021 : Lauréat du prix littéraire du Gouverneur général du Canada, volet texte jeunesse, pour Les avenues (Leméac)
- 2021 : Finaliste au prix Bernadette-Renaud pour Au carrefour (Leméac)
- 2021 : Lauréat du premio Libro LaAV (Italie) pour Semplice la felicità (Le boulevard) (EDT/Giralangolo)
- 2021 : Finaliste au Premio Mare di Libri (Italie) pour Semplice la felicità (Le boulevard) (EDT/Giralangolo)
- 2019 : Finaliste au prix littéraire du Gouverneur général, volet texte jeunesse, pour Au carrefour (Leméac)
- 2019 : Lauréat du prix jeunesse des libraires du Québec, catégorie 12-17 ans, pour Au carrefour (Leméac)
- 2018 : Lauréat du Honor list Award de l'International Board of Books for Young People (IBBY) pour Le boulevard (Leméac)
- 2018 : Lauréat du prix littéraire des ados pour Le boulevard (Leméac)
- 2018 : Lauréat du prix Bernadette-Renaud pour Le boulevard (Leméac)
- 2018 : Finaliste au prix Philippe-Béha pour L'enquête secrète du fantôme de l'école (Jules la mouche)
- 2017 : Finaliste au prix du livre jeunesse des bibliothèques de Montréal pour Le boulevard (Leméac)
- 2017 : Lauréat du prix Joseph-S.-Stauffer du Conseil des Arts du Canada pour l'ensemble de l'oeuvre
- 2017 : Lauréat du prix Adolecteurs pour Le boulevard (Leméac)
- 2017 : Lauréat du prix Philippe-Béha pour L'enquête secrète de la ruelle (Jules la mouche)
- 2016 : Liste préliminaire du prix jeunesse des libraires du Québec , catégorie, 6-11 ans, pour L'enquête secrète de la ruelle (Jules la mouche)
- 2015 : Finaliste au prix Adolecteurs pour le roman Feu (Leméac)
- 2014 : Liste préliminaire du prix jeunesse des libraires du Québec pour Feu (Leméac)
- 2014 : Finaliste au prix littéraire du Gouverneur général, catégorie 12-17, pour Feu (Leméac)
- 2013 : Liste préliminaire du prix jeunesse des libraires du Québec, volet 12-17 ans, pour Le cri de Léa (Leméac)

## Versions traduites et éditions étrangères
- Colette n'a besoin de personne (Colette: the solitary bee), traduction en anglais par Nick Frost et Catherine Ostiguy, Varennes, Milky Way Picture Books, 2025 (ISBN 9781990252396)
- Le boulevard (Ηλεωφόρος),  traduction en grec par Anna Kondoleon, Athènes, Kastaniotis, 2024 (ISBN 9789600370065)
- Je voudrais te dire (Wasichdirnochsagenmöchte), traduction en allemand, Jacoby & Stuart , 2024  (ISBN 9783964282484)
- Je voudrais te dire (ぼく、いいたい ことが あるの), traduction en japonais, Hyoronsha Publishing, 2024  (ISBN 9784566080928)
- Le boulevard (Bulevard), traduction en albanais par Fabiola Kadi, Ombra GVG, 2024 (ISBN 9789928064530)
- Je voudrais te dire (我多想告诉你), traduction en chinois, Guizhou People's Publishing House, 2024 (ISBN 9787221182982)
- Je voudrais te dire (Et voldriadir...), traduction en castillais, Tramuntana Editorial, 2024 (ISBN 9788419829115)
- Je voudrais te dire (Ojalá pudiera decirte), traduction en espagnol, Tramuntana Editorial, 2024 (ISBN 9788419829108)
- Je voudrais te dire, édition française, Saltimbanque, 2024 (ISBN 9782378012854)
- Je voudrais te dire (Vorrei dirti), traduction en italien par Anselmo Roveda, EDT/Giralangolo, 2023 (ISBN 9788859290353)
- Je voudrais te dire (Wat ik je nogwildezeggen), traduction en néerlandais, Standaard Uitgeverij, 2023 (ISBN 9789002278976)
- Je voudrais te dire (I wish I could tell you), traduction en anglais par Nick Frost et Catherine Ostiguy, Varennes, Milky Way Picture Books, 2023 (ISBN 9781990252242)
- Je voudrais te dire (사랑한다고 말하고 싶었는데), traduction en coréen, Wisdom House, 2023 (ISBN 9791192655727)
- Je voudrais te dire (Eu queria poder te dizer), traduction en portugais, VR Editora, 2023 (ISBN 9788550704814)
- Les avenues (Semplici coincidenze), traduction en italien de Claudine Turla, EDT/Giralangolo, 2023 (ISBN 9788859290353)
- Au carrefour (Semplicemente due), traduction en italien de Claudine Turla, EDT/Giralangolo, 2022 (ISBN 9782760942332)
- Le boulevard (Imbécile heureux), édition française, Sarbacane, 2021 (ISBN  9782377317165)
- Le boulevard (Semplici la felicita), traduction en italien de Claudine Turla, EDT/Giralangolo, 2021 (ISBN 9788859265603)